# Pistola contro gentiluomo
Pistola contro gentiluomo (A Gun Fightin' Gentleman) è un film muto del 1919 scritto e diretto da John Ford che, nei titoli, appare con il nome Jack Ford.

## Produzione
Il film fu prodotto dall'Universal Film Manufacturing Company.

## Distribuzione
Distribuito dall'Universal Film Manufacturing Company, uscì nelle sale cinematografiche USA il 29 novembre 1919.
La pellicola esiste ancora in una copia parziale di tre rulli.